# SexPrivé Club (streaming)
SexPrivé Club é um website de streaming pornográfico criado pelo Grupo Band em 2020.

## Histórico
O SexPrivé Club foi criado pelo canal SexPrivé em 8 maio de 2020. Seu lançamento estava previsto para outro ano, mas foi acelerado devido ao aumento de demanda causado pela pandemia de COVID-19. A mensalidade era de R$ 9,99. Os assinantes do canal pela TV paga Sky, Oi e Vivo não tinham acesso ao serviço e precisavam criar uma conta a parte.

## Programas
A plataforma oferecia filmes pornôs dos anos 2000 de Alexandre Frota, Vivi Fernandez e Mateus Carrieri, além da Brasileirinhas. Em sua estreia, o streaming fez parceria com o Sensual Club. Também foram disponibilizados programas do canal SexPrivé, como Manda Nudes e o "Top SexPrivé. Além disso, os programas gravados do SexPrivé Club também são disponibilizados na plataforma. Inicialmente, havia mais de 30 categorias, incluindo hardcore, suruba, dupla penetração e voyeur e tatuada.
Também foi estreado o programa exclusivo Unisex, Universidade do Sexo, onde os apresentadores ensinam a transar melhor. A maior parte das produções foram gravadas antes da pandemia. O programa Sexo ao Vivo permitiria por meio de interações que o público ajudasse na criação de uma cena pornográfica, mas ele foi adiado pro causa da pandemia.